# سانتياغو لونا
سانتياغو لونا (بالإسبانية: Santiago Luna)‏ هو لاعب غولف إسباني، ولد في 29 نوفمبر 1962 في مدريد في إسبانيا.

## وصلات خارجية
- سانتياغو لونا على موقع رابطة أوروبا للاعبي الغولف المحترفين (الإنجليزية)
- سانتياغو لونا على موقع التصنيف العالمي الرسمي للغولف (الإنجليزية)